# Jacques Herbrand

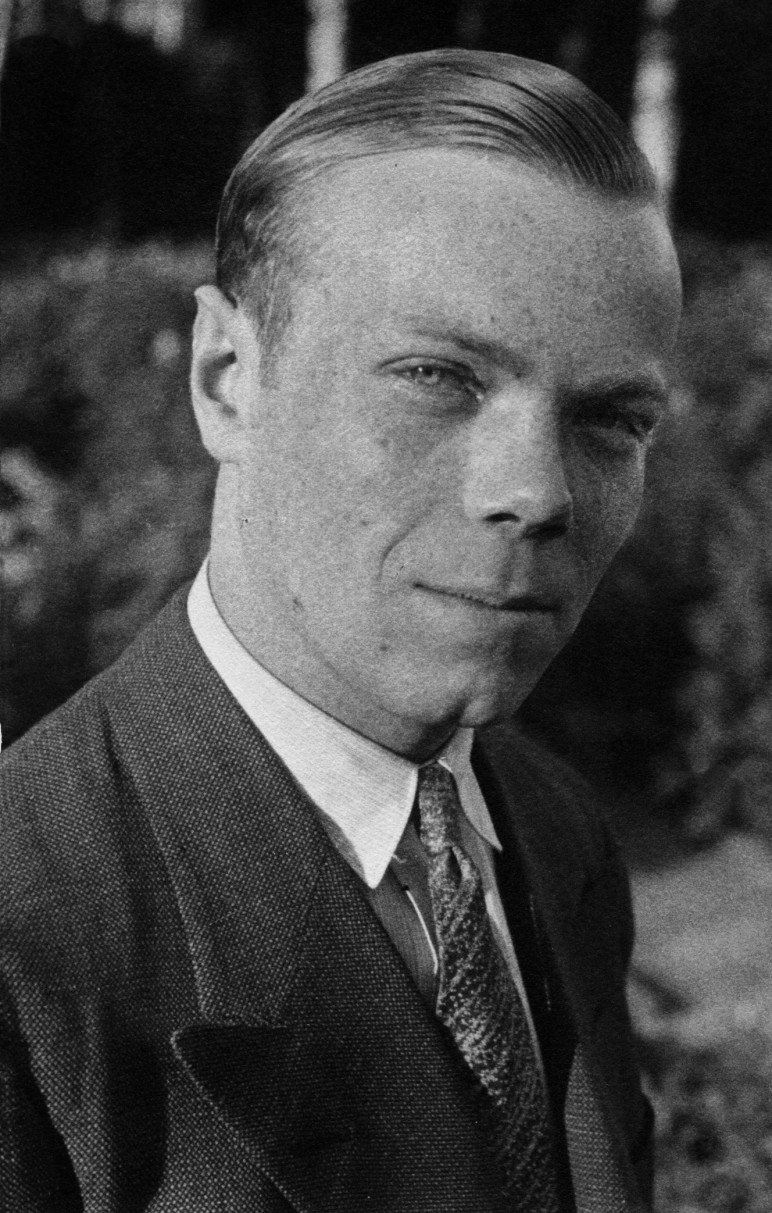
Jacques Herbrand (1931)

Jacques Herbrand (* 12. Februar 1908 in Paris; † 27. Juli 1931 in La Bérarde) war ein französischer Logiker, Algebraiker und Zahlentheoretiker.

## Leben
Herbrand war in den landesweiten Eingangsprüfungen für die École normale supérieure (ENS) 1925 Erster und war auch bester Student der ENS in den Abschlussprüfungen 1928. Schon damals begann er sich für mathematische Logik zu interessieren (die damals in Frankreich kaum studiert wurde) und las die Principia Mathematica von Bertrand Russell und Alfred North Whitehead. 1929 wurde er bei Ernest Vessiot promoviert mit einer Arbeit in mathematischer Logik.
Nach seiner Militärzeit ging er mit einem Rockefeller-Stipendium 1931 zu John von Neumann an die Humboldt-Universität zu Berlin, zu Emil Artin an die Universität Hamburg und zu Emmy Noether an die Universität Göttingen. Vor seiner Rückkehr nach Frankreich wollte er einen Urlaub in den Alpen verbringen und verunglückte dort mit 23 Jahren tödlich beim Bergsteigen. Emmy Noether bedauerte in einem Nachruf: Eine der stärksten mathematischen Begabungen ist mit ihm dahingegangen, mitten aus intensivster Arbeit heraus, voller Ideen für die Zukunft.
Im Rahmen des Hilbertschen Programms der finitistischen Begründung der Mathematik gab Herbrand einen Beweis der Widerspruchsfreiheit eines Teilgebiets der Arithmetik mit eingeschränkter Induktion. Er begann damit schon in seiner Dissertation in Paris und setzte es später während seines Aufenthalts in Deutschland 1930 fort. Beweise der Widerspruchsfreiheit von Teilen der Arithmetik gaben schon Wilhelm Ackermann (1924) und John von Neumann (1927). Nach dem Unvollständigkeitssatz von Kurt Gödel (1930) ist ein Widerspruchsfreiheitsbeweis der vollständigen Arithmetik nicht möglich, wovon Herbrand damals über John von Neumann erfuhr und was er noch in seinem Aufsatz von 1931 berücksichtigte, der an seinem Todestag in Crelles Journal einging. Er korrespondierte auch mit Kurt Gödel über das Konzept rekursiver Funktionen.
Nach ihm sind unter anderem das Herbrand-Universum und der Satz von Herbrand in der Prädikatenlogik benannt. Seine Erkenntnisse in der Prädikatenlogik werden als Herbrand-Theorie zusammengefasst.
Herbrand leistete auch bedeutende Beiträge zur algebraischen Zahlentheorie, obwohl er sich nur wenige Monate damit befasste (insgesamt erschienen zehn Arbeiten von ihm dazu). Sein Studien-Freund Claude Chevalley veröffentlichte nach seinem Tod einige seiner Arbeiten.
Ihm zu Ehren vergibt die Academie des Sciences den Prix Jacques Herbrand und die Conference on Automated Deduction (CADE) den Herbrand Award.

## Schriften
- Sur la théorie de la démonstration, Comptes rendus Acad. Sci., Paris, Band 186, 1928, S. 1274–1276.
- Non-contradiction des axiomes arithméthiques, Comptes rendus Acad. Sci., Paris, Band 188, 1929, S. 303–304.
- Sur quelques propriétés des propositions vraies et leurs applications, Comptes rendus Acad. Sci., Band 188, 1929, S. 1076–1078.
- Sur le problème fundamentale des mathématiques, Comptes rendus Acad. Sci., Band 189, 1929, S. 554–556, 720.
- Sur le problème fundamentale de la logique mathématique, Comptes Rendus Soc. Sci. et L. de Varsovie, 1931
- Les bases de la logique hilbertienne, Revue de métaphysique et de morale, Band 37, 1930, S. 243–255.
- Recherches sur la théorie de la démonstration, Thesis Universität Paris 1930 (und in Travaux Soc. des Sci. et L. de Varsovie), Online, englische Übersetzung: Investigations in proof theory: the properties of true dispositions, 1930, in Jean Van Heijenoort (Herausgeber) From Frege to Gödel, Harvard University Press 1967, S. 525.
- Zur Theorie der algebraischen Funktionen (aus Briefen an Emmy Noether), Mathematische Annalen, Band 106, 1932, S. 52. (postume Mitteilungen von Resultaten von Herbrand durch Emmy Noether)
- Théorie arithmétique des corps de nombres de degré infini, Teil I: Extensions algébriques finies de corps infinie, Mathematische Annalen, Band 106, 1932, S. 473 (mit Nachruf von Emmy Noether), Teil II: Extensions algébriques de degré infini, Mathematische Annalen, Band 109, 1933, S. 699 (aus dem Nachlass von Claude Chevalley)
- Sur la non-contradiction de l’arithmétique, Journal für reine und angewandte Mathematik, Band 166, 1931, S. 1–8 (mit Vorwort von Helmut Hasse), englische Übersetzung in Heijenoort From Frege to Gödel, Harvard UP, 1967, The consistency of arithmetic. S. 618–628.